# Shirly Pinto
Shirly Pinto (en hebreo: שירלי פינטו‎: ; nacida el 15 de marzo de 1989) es una activista israelí con sordera que sirve actualmente como Miembro de la Knéset por el partido Yamina.
Pinto habla con fluidez tanto el Lenguaje de Señas Israelí como Hebreo, y es una de los fundadores del Centro israelí para Estudios de la Sordera.

## Biografía
Pinto es hija de padres sordos, y se crio en levantados en las Krayot. Su madre, además de ser sorda, es invidente y forma parte del grupo de teatro para personas invidentes Nalaga'at.
Pinto estudió en la Escuela Regional Secundaria Carmel Zvulun que se ubica en el kibutz Yagur, eligiendo estudiar diseño gráfico y ciencias sociales. Recibió un diploma de matriculación completo, graduándose con honores.
Pinto pasó la mayor parte de su niñez con los padres de su madre, así como con sus padres, que se comincaban con ella usando lenguaje de señas, lo que le permitió adquirir un dominio de tanto el idioma hebreo como la lengua de señas israelí, lo que además de darle autoestima al poder desenvolverse entre ambos mundos, le permitió ver las dificultades que enfrentaban sus padres día a día, aunado a la falta de concientización en el público del país. Esto la hizo decidir a dedicar su carrera a las personas con limitaciones auditivas.
A la edad de 18 años, a pesar de estar exenta de cumplir su servicio militar obligatorio, Pinto se enlistó en las Fuerzas de Defensa del Israel, sirviendo en el cuerpo técnico de la Fuerza Aérea Israelí. Después de su servicio inicial de dos años, Pinto continuó como oficial de carrera, y en el año 2009 recibió una medalla por su servicio destacado por parte del comandante general de la Fuerza Aérea de Israel, además de un reconocimiento por parte del entonces presidente Shimon Peres.
En 2011, into se registró para estudiar derecho en el Netanya Academic College, y participó el programa de excelencia del mismo. Durante sus estudios, participó en una delegación a la Organización Internacional del Trabajo en las Naciones Unidas en Ginebra. En 2013,  trabajó como paralegal para el juez Benjamin Arnon en el Tribunal de Distrito Central de Israel. En 2014 fue pasante para la miembro de la Knéset Karine Elharar, trabajando directamente con propuestas de legislación, apelaciones públicas y redactando políticas que beneficien a personas de con discapacidades.
Desde 2016 Pinto sido conferencista en las clases de Estudios de Lengua de Señas en la Universidad Bar Ilán.
En 2017 Pinto hizo pasantías en el bufete de Furth, Wilensky, Mizrachi y Knaani.

## Activismo público

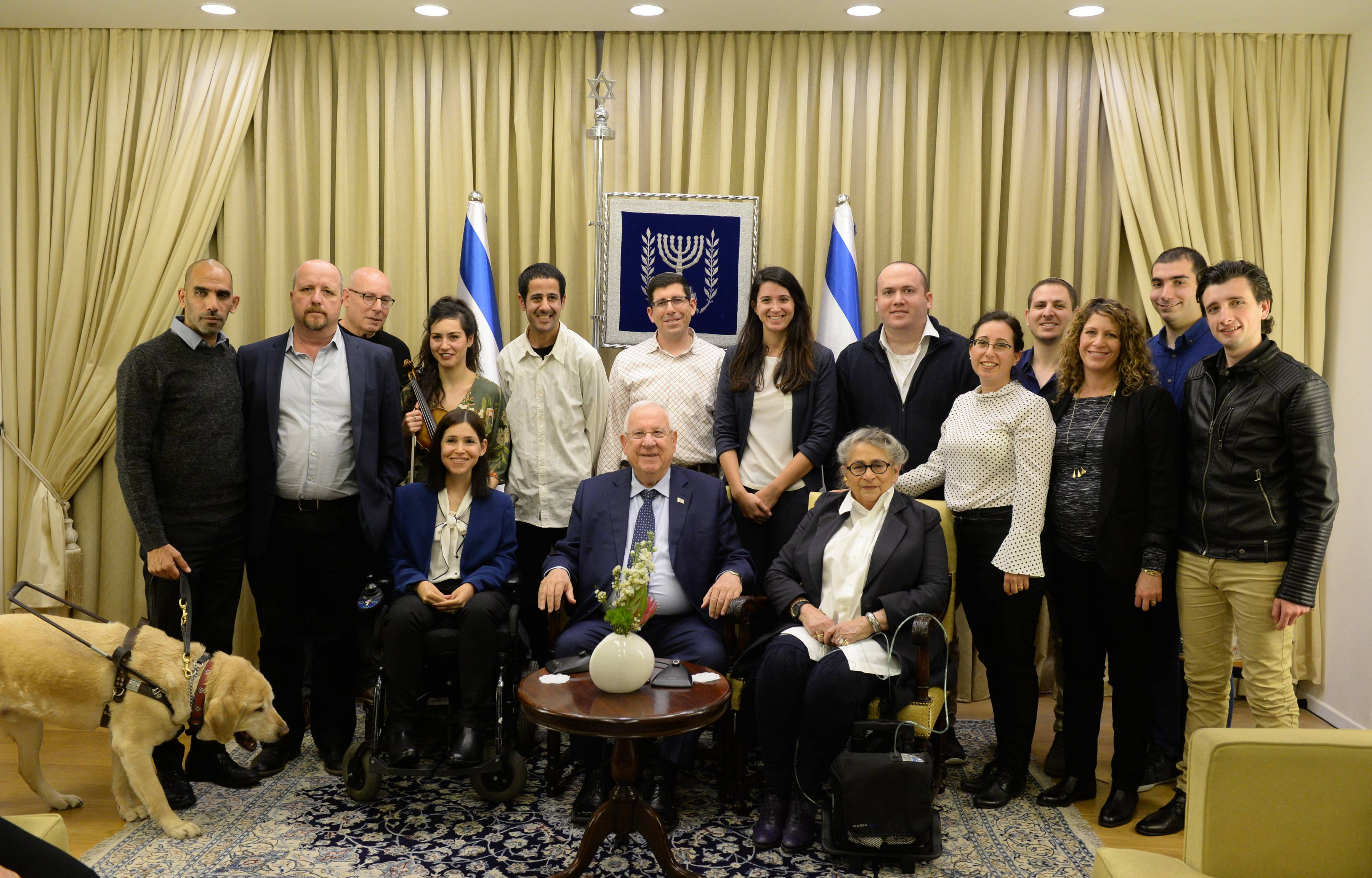
Shirley Pinto (séptima de pie) recibida en la residencia del presidente de Israel en enero de 2018, en ocasión de la presentación de una encuesta sobre las actitudes del público hacia el liderazgo de personas con discapacidades

En 2014 Pinto se unió a la organización "Shema", que trabaja para mejorar la educación y rehabilitación de sordos y personas con dificultades auditivas, donde se desempeñaría como instructora y coordinadora de actividades educativas informales. Más tarde fue nombrada como directora del programa para la región del Gush Dan. En mayo de 2015, Pinto se unió a una delegación israelí que visitó  India, para ofrecer asistencia y asesoría a jóvenes y niños sordos en Indore. 
En 2016 estableció he el Centro Israelí de Estudios de la Sordera junto a otros activistas sordos. El objetivo de la organización es promover el status de los sordos y personas con deficiencias auditivas que necesitan lenguaje de señas, el reconocimiento de la importancia de la enseñanza de la Lengua de Señas y concientizar a la sociedad en cuanto a las personas sordas y con deficiencias auditivas. 
Pinto dirigió la campaña "Yo digo con señas que soy igual" pública Igual  para cambiar la consciencia de la importancia de lengua de señas en la sociedad israelí, y para promover legislación que haga de la Lengua de Señas Israelí como lengua reconocida en Israel. En esta campaña,  dirigió la campaña "yo hablo con señas, yo valgo" (un juego de palabras en hebreo). La campaña se hizo viral en las redes sociales, y el entonces Ministro  de Educación Naftali Bennett se unió en apoyo a la misma. Posterior a la campaña, la Universidad Ben-Gurión del Néguev se convirtió en la primera universidad en Israel en reconocer la Lengua de Señas Israelí como una lengua oficial para personas sordas en Israel. En marzo de 2017, la universidad organizó una ceremonia en la cual Pinto presentó un certificado de agradecimiento por parte del Centro Israelí de Estudios de la Sordera a Rivka Carmi, la rectora de la universidad, por sus acciones en pro de la comunidad con deficiencias auditivas.
En 2017, Pinto inició un proyecto de ley para hacer los anuncios de servicio público en la televisión israelí en lengua de señas, el cual estuvo dirigido por los miembros de la Knéset Issawi Frej y Eitan Cabel. Más tarde ese año, en cooperación con la Fundación Familia Ruderman, Pinto logró que la actriz y ganadora de un Premio Óscar Marlee Matlin se reuniera con la comunidad de sordos y con dificultades auditivas de Israel. Más de 300 personas asistieron al evento, el cual fue realizado en la Cinemateca de Tel Aviv.
Durante muchos años, Pinto ha encabezado campañas públicas para mejorar la inclusión de las personas sordas en la sociedad israelí, como mejoras al sistema de educación, la accesibilidad a servicios de salud e infraestructura pública adecuada.
Desde 2015, también ha trabajado para fortalecer los lazos entre comunidades de sordos de Israel y otros países del mundo, para mejorar la situación de su comunidad no sólo a nivel local sino internacionalmente, y fue elegida para representar a Israel en una conferencia de la Federación Mundial de Sordos en noviembre de 2017 en Budapest, Hungría. Durante la conferencia, Pinto habló acerca de una iniciativa global que existe para impedir la esterilización de las mujeres sordas. Pinto también se reunió con Helga Stevens, miembro del Parlamento Europeo que también padece sordera y ambas han discutido la situación de su comunidad en la UE y en Israel.
El 12 de julio de 2021, Pinto dio su primer discurso en la Knéset luego de ser electa a la misma como parte del partido Yamina.

## Vida personal
Pinto vive en Ramat Gan, y está casada con Michael Kadosh, jugador de la selección nacional israelí de fútbol de sala y empleado como ingeniero de telecomunicaciones en Israel. Tienen un hijo y una hija.

## Ver además
- Cultura sorda